# Eois lilacina
Eois lilacina är en fjärilsart som beskrevs av W. Warren 1904. Eois lilacina ingår i släktet Eois och familjen mätare. Inga underarter finns listade i Catalogue of Life.